# Burg Dringenberg
Die Burg Dringenberg ist eine mittelalterliche Burg in Dringenberg im Kreis Höxter, Nordrhein-Westfalen. Sie war eine der wichtigsten Landesburgen des Hochstifts Paderborn.

## Burgbeschreibung
Die mittelalterliche Höhenburg besitzt eine feste Wehrmauer mit einem Wehrturm (Hungerturm). Zur nördlichen Seite fällt der Berg steil ab, so dass von der Burg aus freie Sicht über das darunterliegende Tal herrschte. Heute ist dieser Berghang von Bäumen und Sträuchern bewachsen.
Auf der südlichen Seite befindet sich das Burgtor, zu dem eine massive Brücke über den davor errichteten Burggraben führt.
Im Burghof befindet sich ein großzügiger Brunnen mit einer Tiefe von 38,60 m, der zur Wasserversorgung der Burg- und Dorfbewohner diente. Das noch erhaltene Räderwerk stammt offensichtlich aus dem Jahre 1835, diese Jahreszahl ist dort eingeprägt. Im Innenhof wurde eine Putzfläche auf das Jahr 1551 datiert. Sie zeigt eine eherne Schlange und die Lippische Rose. Am Kellerabgang wurde eine Putzinschrift aus der frühen Bauphase entdeckt, die vor einem Abstieg in den Keller warnt.

## Geschichte
Nachdem Bischof Bernhard V. zur Lippe im Jahre 1316 die Freigrafschaft Dringen vom Grafen zu Everstein erwarb, ließ er 1318 den 298 m über NN. gelegenen Bergsporn roden und errichtete dort bis 1323 die wehrhafte Burg, worauf sich bald die ersten Siedler an deren Fuße einfanden. So entstand etwa zeitgleich das Dorf Dringenberg.
Umfangreiche Bauarbeiten und Restaurierungen wurden in den Jahren 1463–1498 vom Fürstbischof Simon III. zur Lippe veranlasst. Damals war die Burg Sitz des Paderborner Fürstbischofs. So kam es hier auch im Mai 1471 zum "Friede auf 33 Jahren" nach der Hessen-Paderbornischen Fehde mit dem Landgrafen Ludwig II. von Hessen. Erst 1488/98 wurde das Torhaus mit der Burgkapelle und der Südost-Flügel mit dem Wehrturm erbaut. Diese Bauarbeiten wurden vom Dringenberger Landdrosten Otto Arndt von der Borch zu Detmold beaufsichtigt.
Während des Dreißigjährigen Krieges wurde die Burg von den Truppen des schwedischen Generalmajors Duclas niedergebrannt. Der Wiederaufbau erfolgte ab dem Jahre 1651 unter Fürstbischof Adolph von der Reck.
Weitere Umbau- und Renovierungsarbeiten ließ schließlich Franz Arnold Freiherr Wolff-Metternich zur Gracht in den Jahren 1710–1712 durchführen.
Bis ins 19. Jahrhundert diente die Burg als Sommerresidenz der Bischöfe des Paderborner Bistums.

## Die Sage vom Ritter Teudebert
Der Sage nach soll der Burgbrunnen vom Ritter Teudebert in den Fels getrieben worden sein, der sich dort in Gefangenschaft befand.
Man habe ihm die Freiheit versprochen, sobald er den Brunnen soweit ausgehoben hat, bis das Grundwasser zu sehen war. Doch als dieser Tag endlich gekommen war und der Ritter seinen Schritt in die Freiheit machte, traf ihn der Schlag (so sagt es die Legende), und er starb noch am selben Tage.

## Heutige Nutzung
Heute ist in der Burg ein Heimatmuseum untergebracht. Die Räume im Südostflügel werden als Vereins- und Proberäume verschiedener Vereine aus Dringenberg genutzt. Der Südwestflügel ist noch heute bewohnt.
In der historischen Burgkapelle werden heute u. a. Trauungen vollzogen.